# 丁炔锂
丁炔锂是一种有机锂化合物，化学式为C4H5Li。它可由1-丁炔或1,1-二溴-1-丁烯和正丁基锂反应制得。它和氧化环戊烯反应，可以得到trans-2-(1-丁炔基)环戊醇；它和环氧氯丙烷反应，可以得到1-氯-4-庚炔-2-醇。